# Călărași (Botoșani)
Călăraşi é uma comuna romena localizada no distrito de Botoşani, na região de Moldávia . A comuna possui uma área de 58.55 km² e sua população era de 3757 habitantes segundo o censo de 2007.